# Hidaka-gawa
Le fleuve Hidaka (日高川, Hidaka-gawa) est un cours d'eau qui traverse la préfecture de Wakayama et dont le bassin versant s'étend sur les deux préfectures de Nara et Wakayama, au Japon.

## Géographie

### Situation
Long de 127 km, le fleuve Hidaka prend sa source au mont Gomadan, (1 372 m), dans le nord de Tanabe (préfecture de Wakayama), au Japon,. Son cours se développe dans la direction sud-ouest, nord-ouest, puis ouest dans le bourg de Hidakagawa. Le cours d'eau, qui forme dans son cours inférieur une plaine alluviale, atteint son embouchure, le canal de Kii, dans la ville de Gobō (préfecture de Wakayama),,.
Le bassin versant du fleuve Hidaka s'étend sur 651,8 km2, d'est en ouest, dans le Centre de la préfecture de Wakayama et le village de Totsukawa, dans la préfecture de Nara,.

## Histoire
À la fin de l'époque de Heian (794-1185) et durant l'époque de Kamakura (1185–1333), le bassin versant du fleuve Hidaka est desservi par le Kumano kodō, un réseau routier qui permettait aux pèlerins d'accéder, depuis la capitale impériale, Heian-kyō, aux Sites sacrés dans les monts Kii.

## Catastrophes naturelles

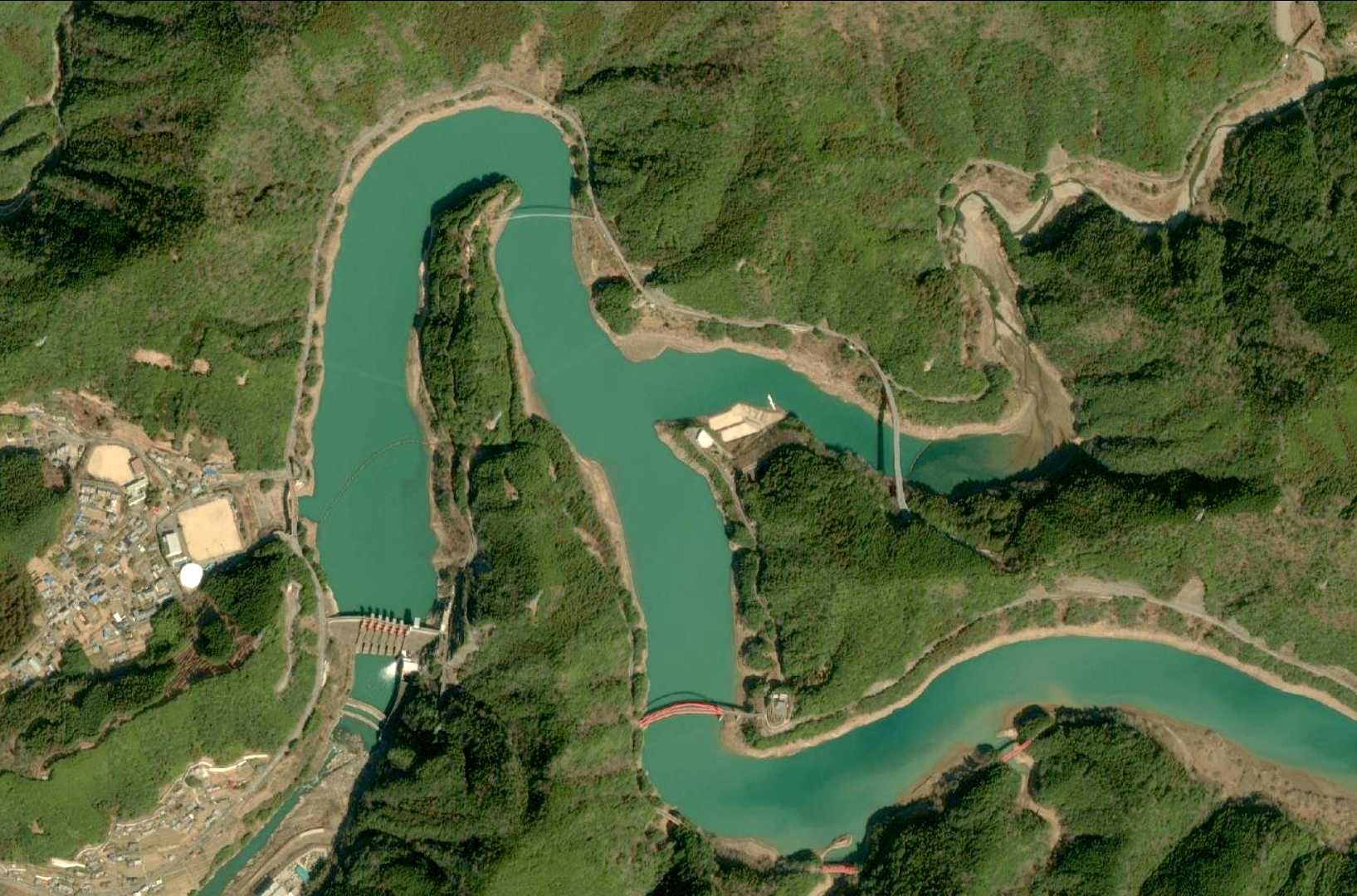
Vue aérienne du lac artificiel, au barrage Tsubayama, à Hidakagawa.

Les travaux d'aménagement du bassin du fleuve Hidaka n'empêchent pas toujours les inondations dues aux débordements du cours d'eau provoqués par la pluie, tombant en trombes d'eau, en juillet, août ou septembre. Au XXe siècle, les municipalités traversées par le fleuve ont subi des catastrophes majeures en 1953, 1975, 1982, 1989 et 1993. Des crues mémorables ont aussi été observées en 2003 pis 2011 (trois morts et une personne disparue).

### Inondations de 1953
Les 17 et 18 juillet 1953, des pluies torrentielles sous orage provoquent le débordement du fleuve Hidaka. Les inondations subséquentes ont endommagé les infrastructures locales (routes, ponts, etc.) et des habitations, notamment dans le périmètre du cours supérieur du fleuve, où 289 personnes sont mortes et 1470 autres ont été blessées.